# Miyazaki prefektur
Miyazaki prefektur (宮崎県; Miyazaki-ken) är belägen på ön Kyushu, Japan. Residensstaden är Miyazaki.

## Geografi
Miyazaki ligger på Kyushus östra kust om angränsande till prefekturerna Kumamoto prefektur och Kagoshima prefektur i väster och Oita prefektur i norr. Det är ett bergigt landskap med drygt 75% skog och knappt 9% odlingsmark.
Prefekturen har en nationalpark, Kirishima-Yaku nationalpark, fyra halv-nationalparker på land och två marina och sex prefekturparker. Dessa utgör 91 919 ha eller ca 12% av prefekturens yta.
Miyazaki präglas av jord- och skogsbruk och har stor produktion av nötkreatur, grisar, kycklingar och timmer, medan tillverkningsindustrin är bland de minsta av Japans prefekturer. 42,6% av ungdomarna går vidare till eftergymnasial utbildning vilket är lågt för Japan där riksgenomsnittet är 53,5%.

## Administrativ indelning
Prefekturen var år 2016 indelad i nio städer (-shi) och 17 kommuner (-chō eller -son).
De 17 kommunerna grupperas i sex distrikt (gun). Distrikten har ingen administrativ funktion utan fungerar i huvudsak som postadressområden.
Städer:
- Ebino, Hyūga, Kobayashi, Kushima, Miyakonojō, Miyazaki, Nichinan, Nobeoka, Saito

Distrikt och kommuner
| - Higashimorokata distrikt - Aya - Kunitomi - Higashiusuki distrikt - Kadogawa - Misato - Morotsuka - Shiiba | - Kitamorokata distrikt - Mimata - Koyu distrikt - Kawaminami - Kijō - Nishimera - Shintomi - Takanabe - Tsuno | - Nishimorokata distrikt - Takaharu - Nishiusuki distrikt - Gokase - Hinokage - Takachiho |

## Demografi
Miyazaki prefektur har en minskande och åldrande befolkning. Mortaliteten överstiger nativiteten även om nativiteten är ovanligt stor för att vara i Japan och det är samtidigt större utflyttning än inflyttning till prefekturen. Som störst vara befolkningen 1996 med 1 177 000 invånare. 2011 var 14,0% av befolkningen yngre än 15 år medan 25,9% var över 65 år.

## Kommunikationer
Miyazaki har ingen anslutning med shinkansen eftersom Kyushu Shinkansen går på öns västra sida. Prefekturen genomkorsas av några smalspåriga linjer. Viktigast är Nippō huvudlinje som går från Kokura till Kagoshima sedan 1923. Nichinan-linjen går söder ut från Miyazaki södra station genom Nichinan och Kushima, Kitto-linjen går genom de bergiga trakterna väster om Miyasaki stad till Yoshimatshu i Kagoshima.
Gamla järnvägar med långa restider, ingen spårbunden lokaltrafik och ett utbyggt nät av motorvägar gör att kommunikationer domineras av väg och flygtrafik. I Miyazaki prefektur finns 812 bilar per 1 000 invånare vilket är sjätte högst av Japans prefekturer.  Från Miyazaki går t.ex. 15 expressbussavgångar om dagen till Fukuoka. 
Prefekturen har en trafikflygplats, Miyazaki Kūkō. Det är en internationell flygplats med några avgångar till Taiwan och Sydkorea men mest inrikes trafik, 18 avgångar om dagen till Tokyo, 15 till Fukoka.
Hamnar finns i Hososhima, Miyazaki och Abaratsu.